# Мох Сидонский
Мох Сидо́нский (Мохос, Охос, др.-греч. Μωχός) — древний финикийский философ из Сидона, живший в конце II тысячелетия до н. э.
Точное время жизни философа неизвестно, греческие авторы обычно определяют его «эпохой Троянской войны», но это, скорее всего, является лишь синонимом «древности». Несомненным является лишь признание Моха старейшим из финикийских мудрецов — Диоген Лаэртский называет его протофилософом, рядом с легендарным Атлантом.
Мох также был астрономом и историком, но более всего известен как «фисиолог», то есть исследователь природы вещей. Он считал, что подобно языку, состоящему из букв, и мир состоит из неделимых частиц, стал «отцом» атомистической теории, впоследствии заимствованной в разных интерпретациях Пифагором и Демокритом. Философ также сформулировал собственную концепцию создания мира, согласно которой «первостихиями» были Эфир и Воздух.
Исаак де Казобон, Роберт Бойль, Исаак Ньютон отождествляли его с Моисеем, что современным историкам представляется очевидным анахронизмом. Древним евреям сидонский философ был известен под именем Махол.
Мох был основателем философской школы — первой в его время, в которую входили также упомянутые в Библии Халкол и Дарда. С представителями школы Моха, по свидетельству Ямвлиха, общался и Пифагор.
Финикийского философа упоминают в своих сочинениях также Татиан, Евсевий Кесарийский и Суда (последний называет его Охосом).